# Касталья
Касталья (ісп. Castalla) — муніципалітет в Іспанії, входить у провінцію Аліканте в складі автономного співтовариства Валенсія (автономне співтовариство). Населення — 11 097 осіб (на 2022 рік).

## Географія
Муніципалітет розташований у складі району (комарки) Ойя-де-Алькою. Займає площу 114,6 км².

## Демографія
Динаміка населення (INE ):